# Varaignes
Varaignes é uma comuna francesa na região administrativa da Nova Aquitânia, no departamento Dordonha. Estende-se por uma área de 16,62 km². Em 2010 a comuna tinha 395 habitantes (densidade: 23,8 hab./km²).